# Els tres porquets

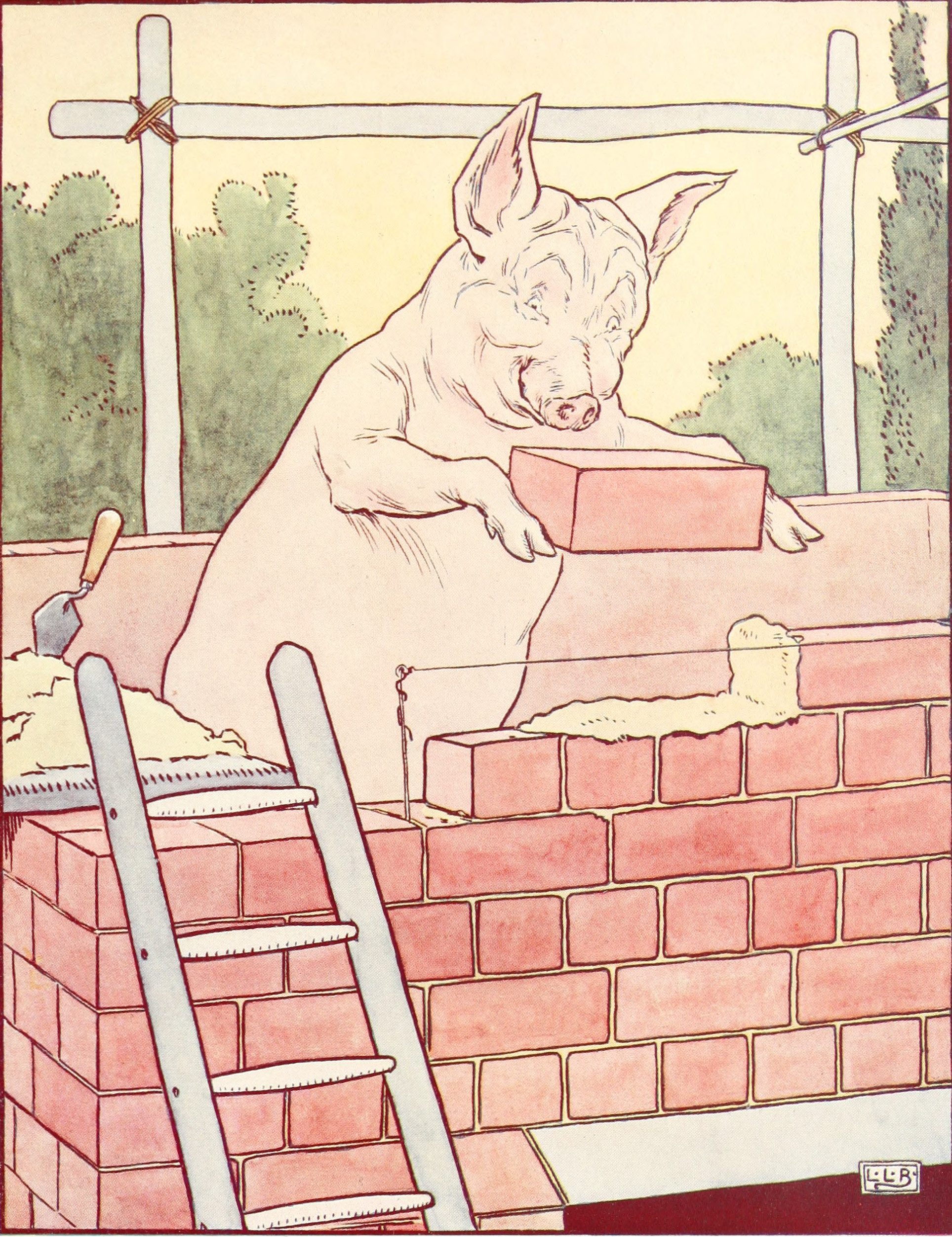
El tercer porquet construeix la casa de maons.

Els tres porquets és un conte tradicional del segle xix en què tres porquets construeixen les seves cases amb diferents materials. Un gran llop dolent destrueix les dues primeres cases dels porcs que estan fetes de palla i pals respectivament, però no pot destruir la casa del tercer porc que està feta de maons.
"The Three Little Pigs" va ser inclòs a The Nursery Rhymes of England (Londres i Nova York, c.1886), de James Halliwell-Phillipps. La història en la seva forma possiblement més coneguda va aparèixer a Contes de fades anglesos de Joseph Jacobs, publicat per primera vegada el 19 de juny de 1890 i acreditant a Halliwell com a font. El força coneguda la compilació a Llibre Verd de la sèrie dels Llibres de les Fades de l'escocès Andrew Lang, de 1892. La primera versió publicada de la història és de Dartmoor, Devon, Anglaterra, l'any 1853, i té tres criatures conegudes com a pixies i una guineu en lloc dels tres porcs i un llop. El primer pixy tenia una casa de fusta: 
La seva popularitat ha inspirat adaptacions cinematogràfiques (com la de dibuixos animats de Walt Disney de 1933 amb què s'inaugurà el Cine Avenida de la Luz) i versions posteriors, incloent-ne una on el llop apareix com a víctima d'un malentès. El 2010 la companyia Xip Xap va realitzar una reformulació teatral de la història on el més petit dels tres porquets és una porqueta que vol ser arquitecta i viatjar en moto.

## Argument
Tres porquets que vivien enmig del bosc es van construir una casa, i cadascú va fer-se la seva: el primer germà la va fer de palla, el segon de fusta i el tercer de sòlids maons. El tercer instava els seus germans a enfortir les seves cases davant l'amenaça del llop que vivia a prop d'ells, però els altres no van fer cas perquè preferien sortir a jugar.
El llop va arribar disposat a menjar-se els porquets. Ells es van refugiar a casa seva. El llop va bufar fins a ensorrar la primera casa i la segona, però no va poder tirar a terra la tercera, més ben construïda. Per això va intentar entrar per la xemeneia. Però els porquets van encendre el foc de la xemeneia perquè es cremés i el llop va fugir corrents.

## Anàlisi
El conte té un enemic arquetípic, el llop del bosc, que apareix en altres històries com La Caputxeta Vermella. Representa el monstre per antonomàsia al folclore europeu, juntament amb la variant antropomòrfica de l'ogre. També és usual en aquests relats els tres germans, un diferenciant-se de la resta per les seves virtuts (acostuma a ser el germà petit, detall que és controvertit en les diferents versions d'Els tres porquets).
En aquest cas s'exalta el treball, com a moltes faules també protagonitzades per animals, com a La Cigala i la Formiga, d'Isop i l'enginy, un tret típic dels protagonistes dels contes populars. Aquest germà també es mostra generós, rescatant els altres porquets, per reforçar el missatge de valors dirigit al públic infantil.
Aquest conte va protagonitzar una breu polèmica al Regne Unit el 2007, ja que es va dir que la figura del porc podia ofendre la comunitat musulmana.